# Иван Колев (генерал)
Вижте пояснителната страница за други личности с името Иван Колев.
Иван Колев Колев е български офицер, генерал-лейтенант, известен още като Бащата на българската конница.

## Биография
Иван Колев е роден на 15 септември 1863 г. в бесарабското село Бановка, основано от български преселници от Тракия и разположено на 25 км източно от Болград. Той е четвърто от общо пет деца. Основното си образование завършва в родното си село, след което през 1875 г. постъпва в Болградската гимназия, учи прилежно и завършва през 1882 г. Желанието на младия Иван Колев е да бъде учител в родното си село, но молбата му за учителското място е отхвърлена. Въпреки този неуспех по-късно става писар в общината.
През 1884 г. Иван Колев заминава за София, където работи като помощник-секретар в Софийския окръжен съд. След по-малко от година на заеманата длъжност е повишен в секретар.

### Сръбско-българска война (1885)
На 2 ноември (14 ноември по нов стил) 1885 г. Сърбия обявява война на България и на 9 ноември Иван Колев постъпва като доброволец в Ученическия легион.
На 14 януари 1886 г. постъпва във Военното училище в София. Разпределението на юнкерите тогава се извършва по успех и Иван Колев като отличник е определен за артилерист. Още от малък той се увлича по ездата и при новината, че ще става артилерист, заявява: „Ако не бъда зачислен в конницата, няма да служа – ще се уволня!“. На 27 април 1887 г. завършва Военното училище, произведен е в първия офицерски чин подпоручик и е зачислен като взводен командир в Трети конен полк в Пловдив. На 18 май 1890 г. е произведен в чин поручик и след успешно положени изпити в началото на 1892 г. постъпва във военната академия в Торино, която завършва през 1894 година.
На 2 август 1894 г. е произведен в чин ротмистър и вече завършил академията, още същия месец се завръща в България. През 1897 г. е назначен за командир на ескадрон от 4-и конен полк. Завършва генерал-щабна академия в Италия, назначен е за генерал-щабен офицер, чете лекции по военна история на офицерите от кавалерийската школа и по-късно става началник-щаб на кавалерийската инспекция. По негова инициатива се открива кавалерийски курс за най-младите кавалерийски офицери и е поставено началото на конните състезания в българската войска. През есента на 1898 г. ротмистър Колев е командирован на маневрите в Румъния, от 1900 г. е офицер за особени поръчки в Кавалерийската инспекция, като на 14 февруари 1900 г. е произведен в чин майор, след което от 1901 г. е старши адютант в Кавалерийската дивизия. През май 1902 г. е назначен за помощник-командир на Лейбгвардейския ескадрон (реорганизиран през 1904 г. в полк). На 14 февруари 1904 г. е произведен в чин подполковник и е назначен за началник на щаба на Кавалерийската инспекция.
През септември 1907 г. подполковник Колев е изпратен на стаж в австрийската войска и зачислен в Седми улански полк в Пардубиц, откъдето се завръща през октомври 1908 г. и на 15 октомври е произведен в чин полковник. Назначен е на длъжността командир на Лейбгвардейския конен полк, на която остава до началото на Балканската война.

### Балкански войни (1912 – 1913)
В началото на Балканската война (1912 – 1913) е началник-щаб на укрепения пункт Ямбол, след което от ноември 1912 г. временно изпълнява длъжността началник-щаб на Трета армия. На 8 май 1913 г. е назначен за началник на щаба на 1-ва резервна армия, а от 21 май – за началник на щаба на 5-а отделна армия. През Междусъюзническата война (1913) продължава да заема длъжността началник-щаб на 5-а армия.
След Междусъюзническата война отново поема командването на Лейбгвардейския конен полк. През октомври 1914 г. е назначен за командир на 10-а пехотна беломорска дивизия, а на 2 август 1915 г. е произведен в чин бригаден генерал.

### Първа световна война (1915 – 1917)
По време на Първата световна война генерал-майор Колев първоначално командва поверената му дивизия, на 23 март 1915 става командир на 1-ва конна дивизия, а от 7 май същата година е инспектор на конницата. Под негово ръководство тя взема участие в настъплението на Трета армия в Добруджа по време на Първата световна война при Куртбунар, Кочмар, Карапелит, Добрич, Топрахисар, Текиргьол, Кюстенджа, Черна вода и Мачин, пленявайки хиляди неприятелски офицери и войници – румънски, сръбски и руски. Освобождава цяла Добруджа до делтата на река Дунав. На 2 август 1916 г. е произведен в първия генералски чин генерал-майор.
Паметни са останали думите му на 4 септември 1916 г. пред строената българска конница, когато към командваната от него дивизия се насочва цяла руска кавалерийска дивизия, превъзхождаща двукратно българската:
| „ | Кавалеристи, Бог ми е свидетел, че съм признателен на Русия, задето ни освободи. Но какво търсят сега казаците в нашата Добруджа? Ще ги бием и прогоним както всеки враг, който пречи за обединението на България! | “ |

На 30 септември 1916 г. е награден с германски железен кръст „За храброст“ лично от германския фелдмаршал Аугуст фон Макензен – главнокомандващ войските на Балканите. При награждаването главнокомандващият изтъква: „Досега се беше наложило убеждението, че атаката на конница срещу пехота е невъзможна. Вие с няколко действия го опровергахте. Много висши кавалерийски началници Ви завиждат и не мога да ги убедя в писма, че това, което Вие направихте, се е случило наистина!“
На 10 март 1917 г. поема командването на останалата в Добруджа самостоятелна българска армия, на 17 май с. г. заминава на лечение във Виена. На 28 юли 1917 г. е произведен в чин генерал-лейтенант. Изминал хиляди километри на кон при освобождаването на Добруджа, генерал-лейтенант Иван Колев заболява и умира на 29 юли 1917 г. във Виена, Австрия. На 7 август 1917 г. тленните му останки са пренесени в София и след това са погребани до гроба на генерал Жостов след церемониал в съборната черква „Св. Неделя".

## Памет
Главнокомандващият войските на Централните сили на Северния фронт фелдмаршал Аугуст фон Макензен сравнява българския пълководец с кайзер Фридрих Велики, който също е бил известен кавалерист.
В негова чест в град Добрич е поставена паметна плоча и е кръстена улица. През 2007 г. е създаден граждански комитет за изграждане на паметник на генерал Иван Колев, който е оглавен от директора на Института по история при БАН акад. Георги Марков. На мястото на паметника на маршал Толбухин в Добрич е поставен този на ген. Колев.
В град Варна, в негова чест е наречена основна улица, а през 2023 на кръстовището на бул. Цар Освободител и ул. Ген. Колев е открит паметник на генерал Колев, благодарение на Сдружение „Български родолюбци“.
Две български села са наречени в негова чест: Генерал Колево (Област Варна) и Генерал Колево (Област Добрич). На него е наречена и улица в квартал „Кръстова вада“ в София, също и във Варна, Пловдив има наречени улицина името на генерал Колев.
На Иван Колев е посветено стихотворението на Иван Вазов „Добруджанската конница“.

## Военни звания
- Подпоручик (27 април 1887)
- Поручик (18 май 1890)
- Капитан (2 август 1894)
- Майор (14 февруари 1900)
- Подполковник (14 февруари 1904)
- Полковник (15 октомври 1908)
- Генерал-майор (2 август 1915)
- Генерал-лейтенант (28 юли 1917)

## Награди
- Орден „За храброст“ II и III степен – 1-ви и 2-ри клас
- Орден „Св. Александър“ III степен с мечове по средата
- Орден „За военна заслуга“ IV степен и V степен с корона
- Орден „За заслуга“ на обикновена лента
- Бронзов медал за 1885 година
- Знак за 10 годишна служба
- Знак за 20 годишна служба
- Кръст за Независимостта
- Възпоменателен кръст за възшествието на княз Фердинанд на престола
- Германски орден „Железен кръст“ I и II степен
- Руски орден „Св. Станислав“ II степен
- Италиански орден „Италианска корона“ IV степен
- Румънски орден „Румънска корона“ III степен
- Сръбски орден „Белий Орел“ III степен
- Турски орден „Железен полумесец“
- Австрийски медал за 60 г. царуване на император Франц Йосиф